# アレクサンダル2世カラジョルジェヴィチ
アレクサンダル2世カラジョルジェヴィチ（セルビア語: Александар II Карађорђевић, 1945年7月17日 - ）は、ユーゴスラビア王国の最後の王太子。王制廃止後も「アレクサンダル王太子」の名で呼ばれている。
共産主義政権の崩壊後、ユーゴスラビア国家は民族主義の台頭によって解体したため、アレクサンダルは現在はセルビアにおける立憲君主制の樹立を提案しており、そのため「セルビア王太子アレクサンダル2世」を称するようになっている。

## 経歴
1945年7月17日、ロンドンのブルック通りにあるクラリッジス・ホテル212号室のスイート・ルームにおいて、亡命していたユーゴスラビア王ペータル2世とその妃のギリシャ王女アレクサンドラとの間の一人息子として生まれた。ユーゴスラビア王位継承者は同国内で誕生していることが王位継承の条件であったため、イギリス政府はこのスイート・ルームに対する主権を一時的に放棄し、ユーゴスラビアに割譲したとの話が知られている。ユーゴスラビア王国のパスポートを受け取っていたのは確かだが、スイート・ルームの話を裏付ける証拠や当時にそれを報じた新聞記事などは見つかっていない。
アレクサンダルの洗礼の代父母を務めたのはイギリス王ジョージ6世とその長女エリザベス王女（後のイギリス女王エリザベス2世）であった。アレクサンダルには中世セルビアの王家であったネマニッチ家の血も流れていた。両親は体調が思わしくなかったり、経済的な問題も抱えていたため、外祖母のアスパシア・マノスによって養育された。アレクサンダルはル・ロゼ校、カルヴァー軍事大学、ゴードンスタウン校、ミルフィールド校、モンス士官学校で教育された。
1947年には、社会主義体制下で首相となったチトーによってユーゴスラビアの市民権を剥奪され、王室の財産は没収されている。10代のころには、ハノーファー選帝侯妃ゾフィーの子孫でカトリック教徒ではない者にイギリスの国籍を認める1705年ソフィア帰化法（1948年英国帰化法により廃止）の規定により、アレクサンダルにイギリスの国籍が認められた。イギリスの国民としてイギリス陸軍将校となり、後にアメリカに渡り、金融関係の仕事をした。
1970年11月に父ペータル2世が死去すると、名目上のユーゴスラビア王位およびカラジョルジェヴィチ家の家長位を継承した。
1972年7月1日、ペトロポリス系のブラジル帝位請求者ペドロ・ガスタンの長女マリア・ダ・グロリアと結婚し、夫妻は間に3人の息子を儲けた。次男と三男は双子である。
- ペータル（1980年 - ）
- フィリップ（1982年 - ）
- アレクサンダル（1982年 - ）

結婚当時はカトリック教徒との婚姻ということで、アレクサンダルはイギリスのヴィクトリア女王の次男アルフレートの子孫として有していたイギリス王位継承権を喪失した（もともと王位を継承する可能性はほとんどなかったため問題にならなかった）。
1985年にマリア・ダ・グロリアと離婚し、同年9月にギリシャ生まれのアメリカ人女性キャサリン・ベイティスと再婚した。キャサリンは現在、カタリナ王太子妃と名乗っている。
1991年、共産主義政権の崩壊後にアレクサンダルは初めてユーゴスラビアを訪問した。独裁的なセルビア大統領スロボダン・ミロシェヴィッチに反対する民主主義運動に協力し、ミロシェヴィッチが2000年に退けられると、イギリスからセルビアに帰国した。2001年3月、セルビア政府はアレクサンダルを家長とするユーゴスラビア王家の市民権を回復し、その財産を返却することを決めた。現在、ベオグラードの高級住宅街デディニェ地区にある旧王宮で、妻と3人の息子と一緒に暮らしている。
2013年、イギリスで2013年王位継承法が制定されたことにより、カトリック教徒との結婚を理由に喪失していたイギリス王位継承権を再度有している。3人の息子たちはセルビア正教徒として育てられたので、2013年の法改正前から継承権を有している。

## 君主制復帰運動

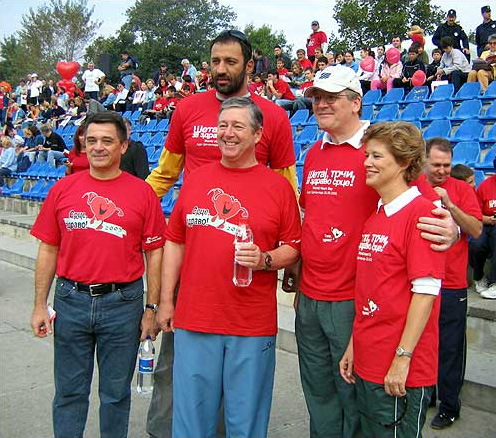
アレクサンダル2世（中央）。セルビア保健相トミツァ・ミロサヴリェヴィチ（左）、セルビア駐箚アメリカ合衆国大使マイケル・ポルト夫妻（右）、セルビア出身の元NBA選手ブラデ・ディバッツ（後ろ）とともに（2005年9月29日の世界ハートの日にベオグラードで開催されたイベントにて）

アレクサンダル2世はセルビアにおける立憲君主制の復活を提案しており、もし王政復古が現実となれば自分が合法的な王として即位するつもりである。彼は君主制がセルビア国家に「安定性、継続性、統一性」をもたらすだろうと話している。
暗殺された前首相ゾラン・ジンジッチも王太子一家と親しく、自身が党首を務めるセルビア民主党は君主制支持ではないにもかかわらず、王太子一家のキャンペーン活動や慈善事業を支援していた。
アレクサンダル2世はセルビアの国政には関与しないことを誓っており、分家筋のイェリサヴェータ王女が2004年のセルビア大統領選挙に出馬した時も、これに反対している。王太子夫妻は基本的には慈善事業に力を注いでいる。
しかし最近になって、アレクサンダル2世はセルビアと、その他のユーゴスラビアの構成国の政治指導者や外交官と一緒に公的行事に頻繁に参加するようになってきている。2006年5月には、アレクサンダル2世は王宮で開催されたセルビアとモンテネグロの首脳会談におけるレセプションで、ホストを務めた。このレセプションにはセルビア国立銀行の総裁のほか、スロベニア、ポーランド、ブラジル、日本、アメリカ合衆国およびオーストリアの大使や外交官も出席していた。王太子は主賓であるセルビア首相ヴォイスラヴ・コシュトニツァとモンテネグロ首相ミロ・ジュカノヴィッチの前で演説調のスピーチを行い、その中でセルビアが欧州連合に加盟することを期待する、と述べた。
2006年5月21日にモンテネグロが住民投票によって分離独立を果たすと、セルビアにおける君主制の復活は再び政治における主要な議題となった。セルビアの君主制支持者は君主制復帰のための新憲法の発布をすでに提案している。憲法の承認をめぐる2006年のセルビア国民投票で承認された憲法は、政体として共和制を明示していた。セルビア人は政体それ自体をどうするかについて国民投票を行ったことはない。セルビアの放送局B92の（英語版の）記事によると、『SAS Intelligence agency』という団体が同国で行った世論調査で、39.7%が「議会制君主主義」に賛成、32.2%が（強く）反対、27.4%がどちらでもない、と回答したとのことである。